# 니켈백

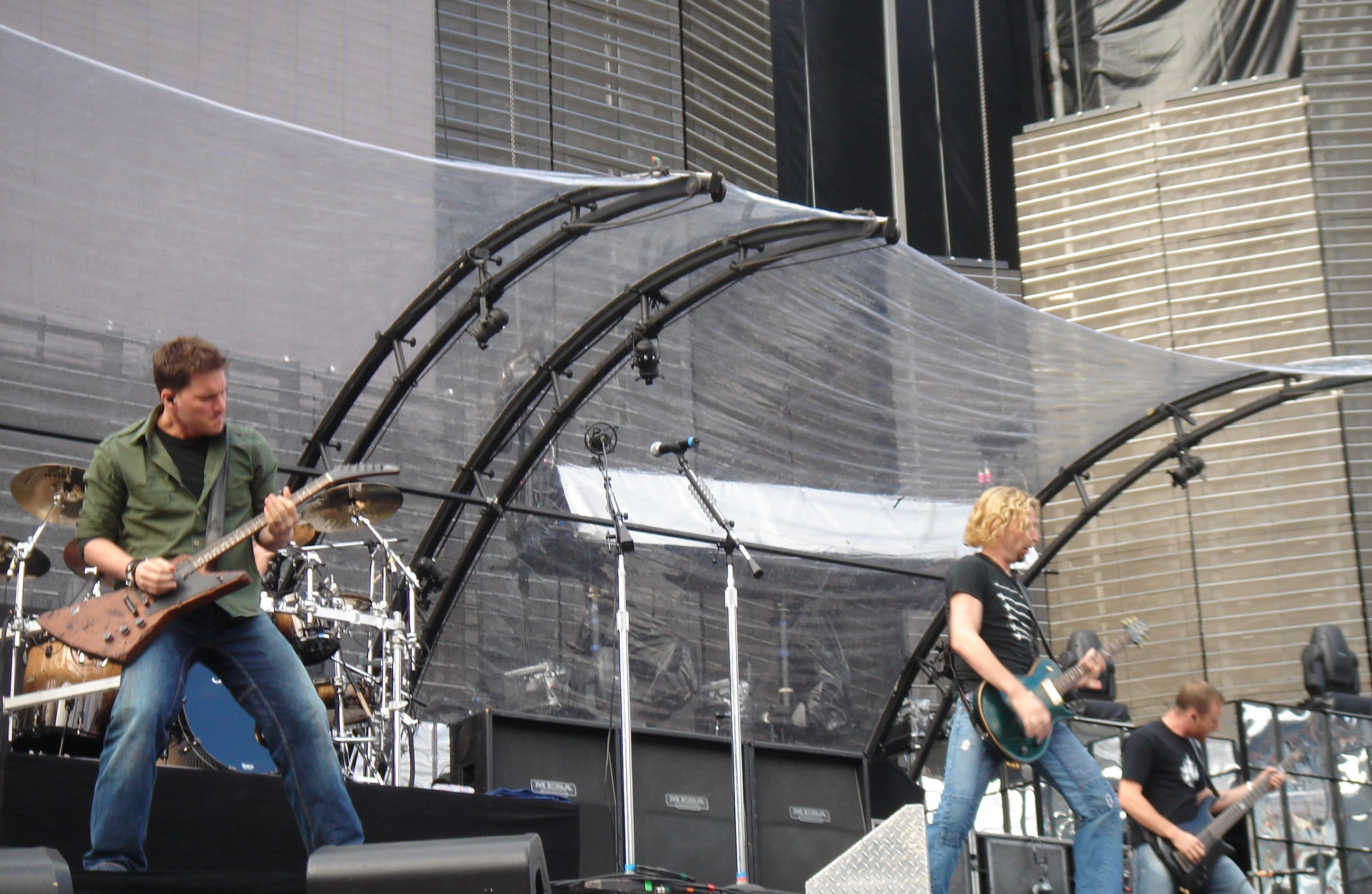
Nickelback 2006

니켈백(Nickelback)은 1995년 캐나다 앨버타주 해나에서 결성된 록 밴드이다. 《Silver Side Up》의 〈How You Remind Me〉가 캐나다의 싱글 차트와 빌보드 핫 100에 동시에 1위에 오르며 큰 인기를 얻게 되었다.

## 구성원
- 채드 크로거(Chad Kroeger) - 리드 보컬, 기타
- 라이언 피크(Ryan Pick) - 리드 기타, 배킹 보컬
- 마이크 크로거(Mike Kroeger) - 베이스
- 대니얼 어데어(Daniel Adair) - 드럼

### 이전 멤버
- 브랜던 크로거(Brandon Kroeger) - 드럼(1995년 ~ 1997년)
- 미치 긴던(Mitch Guindon) - 드럼(1997년 ~ 1998년)
- 라이언 바이크덜(Ryan Vikedal) - 드럼(1998년 ~ 2005년)

## 음반 목록
- 《Curb》(1996년)
- 《The State》(1999년)
- 《Silver Side Up》(2001년)
- 《The Long Road》(2003년)
- 《All The Right Reasons》(2005년)
- 《Dark Horse》(2008년)
- 《Here And Now》(2011년)
- 《No Fixed Adress》(2014년)
- 《Feed the Machine》(2017년)
- 《Get Rollin'》(2022년)

## 수상경력
- 2007년 제35회 아메리칸 뮤직어워드 팝&락부문 최우수밴드상